# Allusion
Allusion är ett begrepp när man i ett konstnärligt verk syftar på någonting annat, utanför verket, antingen i ett annat konstnärligt verk eller på något fysiskt, riktigt fenomen.
Allusion som ett retoriskt begrepp innebär att man anspelar, eller syftar, (alluderar) på till exempel händelser, personer och litteratur. 
Om man gör en anspelning med en lätt förvanskning brukar detta kallas travesti.

## Exempel på allusioner
- Långtbortistan, som är namnet på flera olika "exotiska" länder i serietidningen Kalle Anka & C:o.